# 切爾斯基 (薩哈共和國)
切尔斯基（羅馬化：Cherskiy）是俄罗斯萨哈共和国的市级镇、下科雷姆斯克区行政中心及最大聚居地，位于科雷马河畔，在共和国首府雅库茨克东北方向。
得名于探险家伊万·切尔斯基。该地2021年人口有2,514人；2010年人口2,857；2002年人口3,832；1989年人口11,176。